# انوار المخانتیر
انوار المخانتیر (انگلیسی: Anouar El Moukhantir؛ زادهٔ ۳۰ اوت ۱۹۹۷) بازیکن فوتبال است.
از باشگاه‌هایی که در آن بازی کرده‌است می‌توان به باشگاه فوتبال آستریا وین اشاره کرد.